# Litanie
Een litanie (Grieks: ἐκτένεια', ektinia) is een gebed in een christelijke eredienst om God (of Maria, of een of meer heiligen) aan te roepen en te smeken om genade, een geschenk of een genezing. Een litanie wordt gebeden tijdens een dienst of in een processie en heeft de vorm van een aantal aanroepingen; iemand (meestal een priester, diaken of cantor) bidt voor. De gelovigen antwoorden met een bepaalde formule zoals bid voor ons, aanhoor ons, ontferm u over ons, of verhoor ons.
In de vroegste litanieën werd God aangeroepen om bevrijd te worden van de aanval en overheersing door woeste stammen, of om van pest, cholera of andere besmettelijke ziekten gevrijwaard te worden.

Later ontstonden diverse litanieën: van de Heilige Geest, God, Jezus Christus, de Heilige Maagd Maria en een of meer heiligen waarin deze worden aangeroepen, en om hulp en bijstand gesmeekt.

In 1601 werd de Litanie van Loreto, ook wel de Litanie van de Heilige Maagd Maria genoemd, als vorm van Mariaverering en aanvulling op de rozenkrans vastgelegd door paus Clemens VIII. 
Litanieën werden vaak lopend in processie of tijdens een viering in de kerk gereciteerd.
Vanaf het einde van de 13e eeuw werd in Europa in de grotere begijnhoven een schola cantorum opgericht, vooral bedoeld om de liturgische gezangen, waaronder de litanieën, over te leveren aan meisjes die mogelijk als nieuwe begijnen gingen toetreden en deze te onderrichten. Volgens de oudste statuten van het groot begijnhof van Sint-Catharina in Mechelen, die dateren van 1286-1300, moest die scoelmeesterse… met haren scolieren er ook voor zorgen de getijden te zingen indien de priester dat niet kon. Het is duidelijk dat met die dagelijkse rituelen en seizoenvieringen ook een traditie van oude gezangen en dansen in leven werd gehouden, die zelfs intra muros aanleiding bleken te geven tot verscherpte kritiek vanuit de kerkelijke vertegenwoordigers. 
In 1325 bepaalde de bisschop van Luik dat de begijnen van het Sint-Christoffelbegijnhof op straf van excommunicatie, “niet in het openbaar zullen dansen of onbehoorlijke liederen zingen”.  Dit begijnhof bevond zich bij de aan het Place Saint-Christophe gelegen Sint-Christoffelkerk (Église Saint-Christophe) in de Luikse wijk Saint-Gilles. Gelijkaardige clausules vindt men terug in de begijnenstatuten van het begijnhof van Sint-Truiden, ofwel het begijnhof van Sint-Agnes, en in die van het begijnhof van Antwerpen uit deze tijd.

## Trivia
- Figuurlijk is een litanie een langdurige, breedsprakige, monoloog.